# Новоставці (Хмельницький район)
Новоставці — село в Україні,  у Теофіпольській селищній громаді Хмельницького району Хмельницької області. Населення становить 1012 осіб(2001). До 2018 орган місцевого самоврядування — Новоставецька сільська рада. В 2018-2020 адміністративний центр Новоставецької сільської громади

## Історія
В листі від 30 липня 1420 року великий князь литовський Вітовт подарував селище Новоставці своєму слузі Павлу Єловицькому (Ярмолинському?) 
Станом на 1886 рік в колишньому державному селі Теофіпольської волості Старокостянтинівського повіту Волинської губернії мешкало 713 осіб, налічувалось 117 хат, існувала православна церква, постоялий будинок й водяний млин.
За переписом 1897 року кількість мешканців зросла до 1160 осіб (550 чоловічої статі та 610 — жіночої), з яких 973 — православної віри, 176 — римо-католицької.
У 1894 році збудовано Михайлівську церкву.
7 (20) листопада 1917 року, відповідно до.Третього Універсалу Української Центральної Ради, увійшло до складу Української Народної Республіки.
12 червня 2020 року, відповідно до розпорядження Кабінету Міністрів України № 727-р «Про визначення адміністративних центрів та затвердження територій територіальних громад Хмельницької області», увійшло до складу Теофіпольської селищної громади.
19 липня 2020 року, в результаті адміністративно-територіальної реформи та ліквідації Теофіпольського району, село увійшло до складу Хмельницького району.

## Господарство
За радянської влади існував колгосп «Труд». У 1998 Василь Петринюк заснував тут фермерське господарство «Огайо», 1999 — ТОВ «Полква», від 2002 — ТОВ «Старт», яке об'єднало 4 збанкрутілі господарства; в обробітку — близько 12 тис. га землі.

## Відомі люди
- працює Василь Петринюк — український економіст, господарник, громадський діяч. Герой України (1999). Генеральний директор ТОВ «Старт».[8]
- Сіверська Любов Стефанівна – радянський будівельник, бригадир ізолювальників-покрівельників, Герой Соціалістичної Праці (1973).

## Галерея

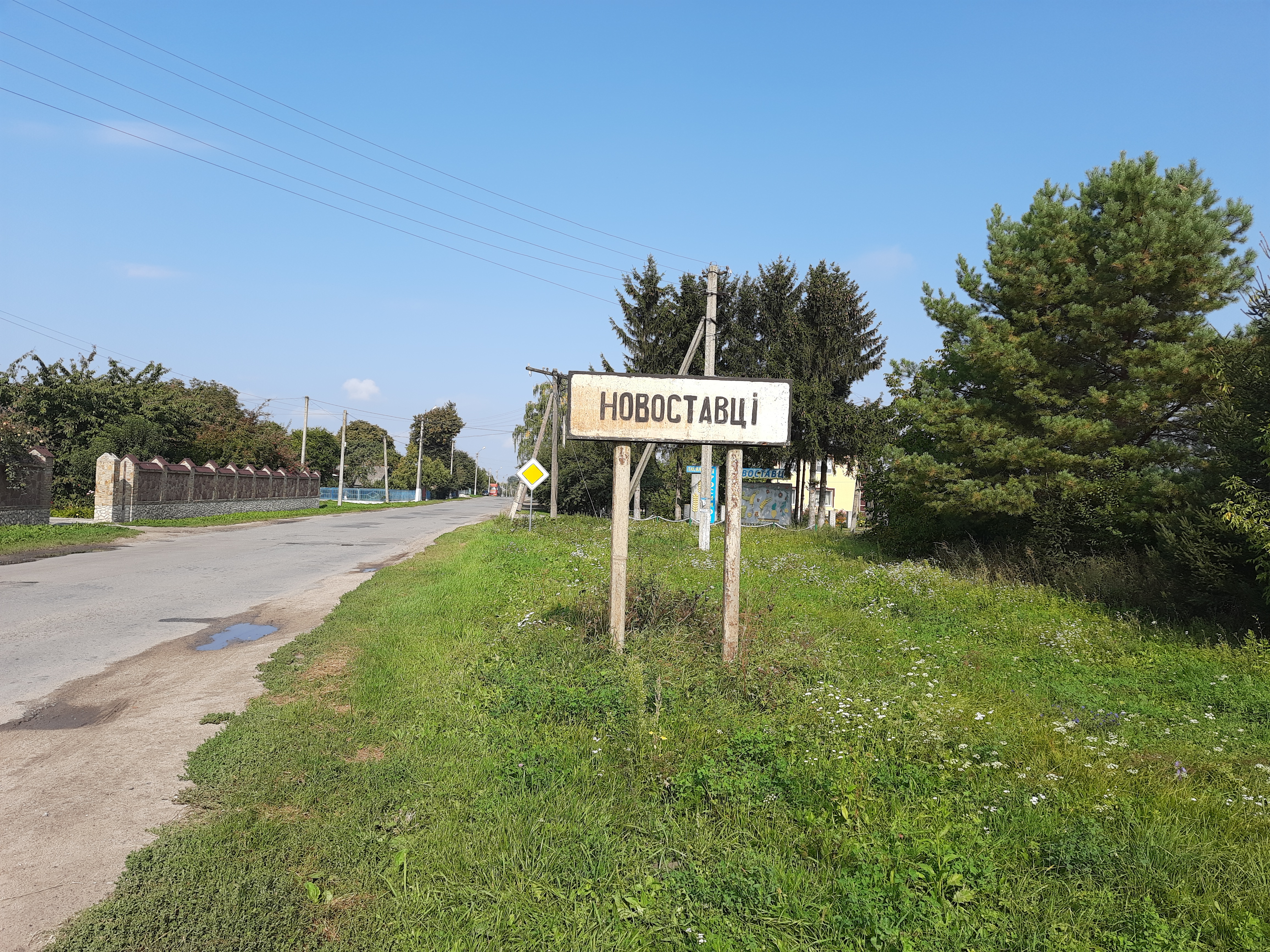
Дорожній знак при в'їзді в село
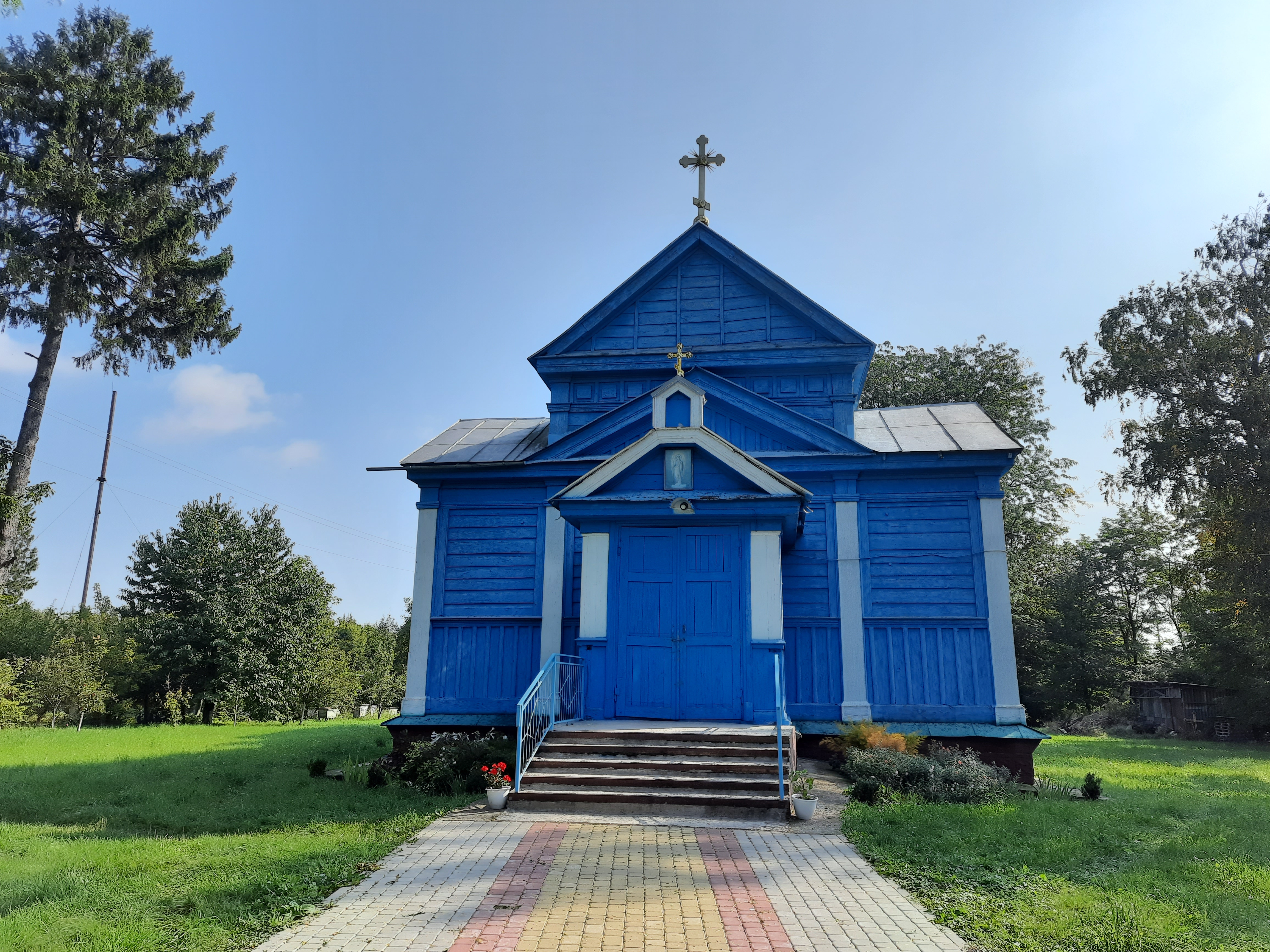
Михайлівська церква
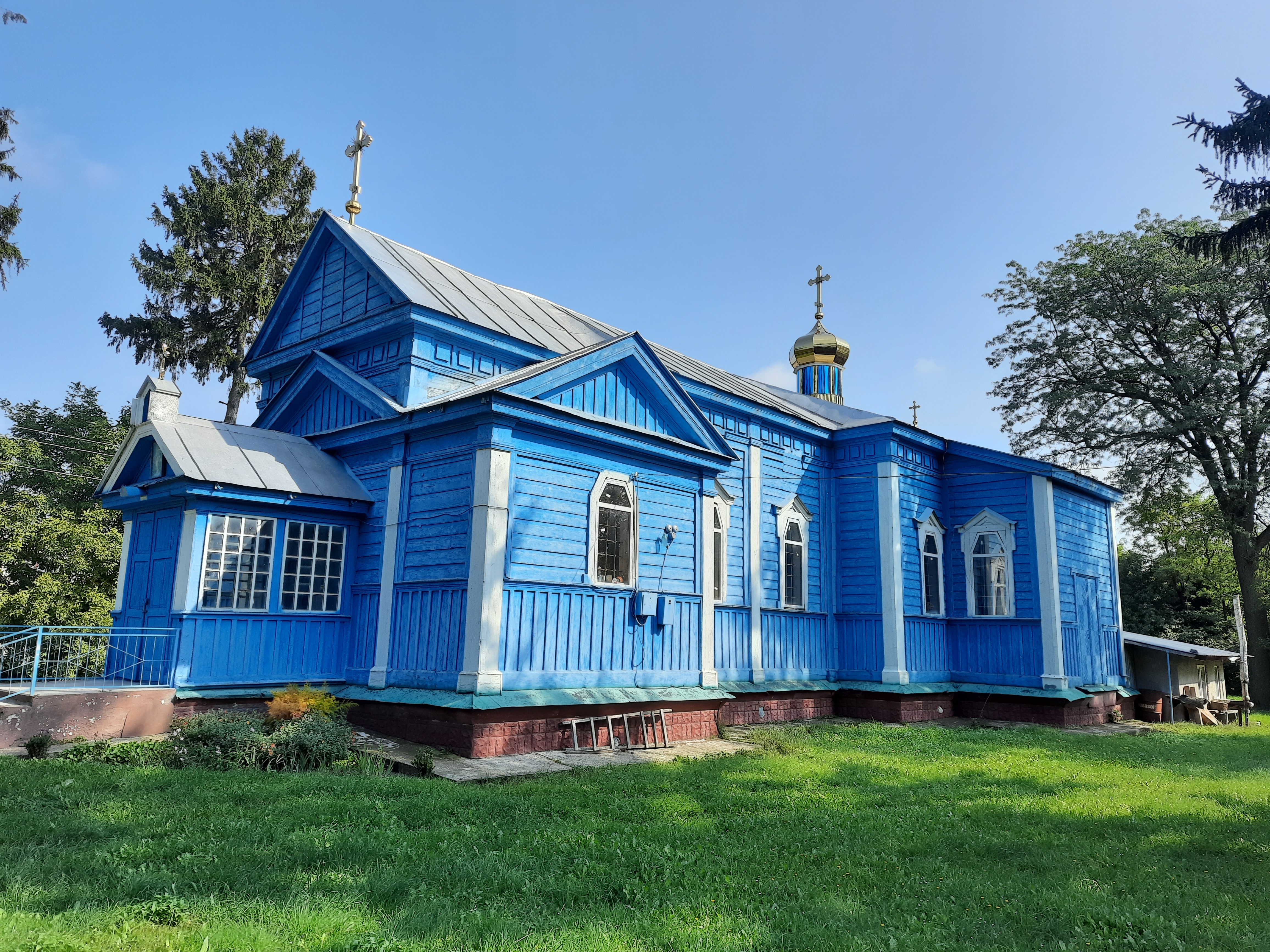
Михайлівська церква
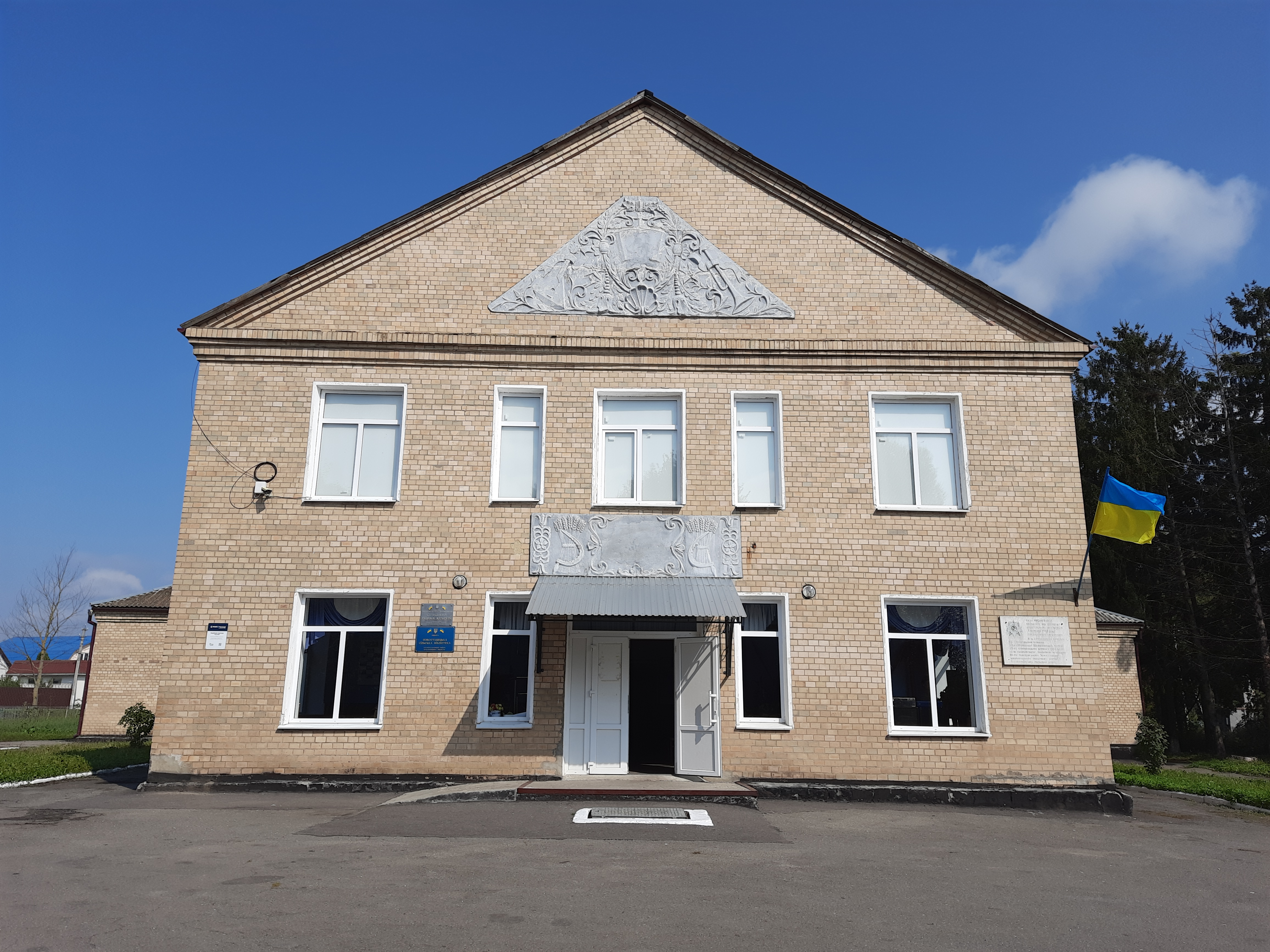
Будинок культури
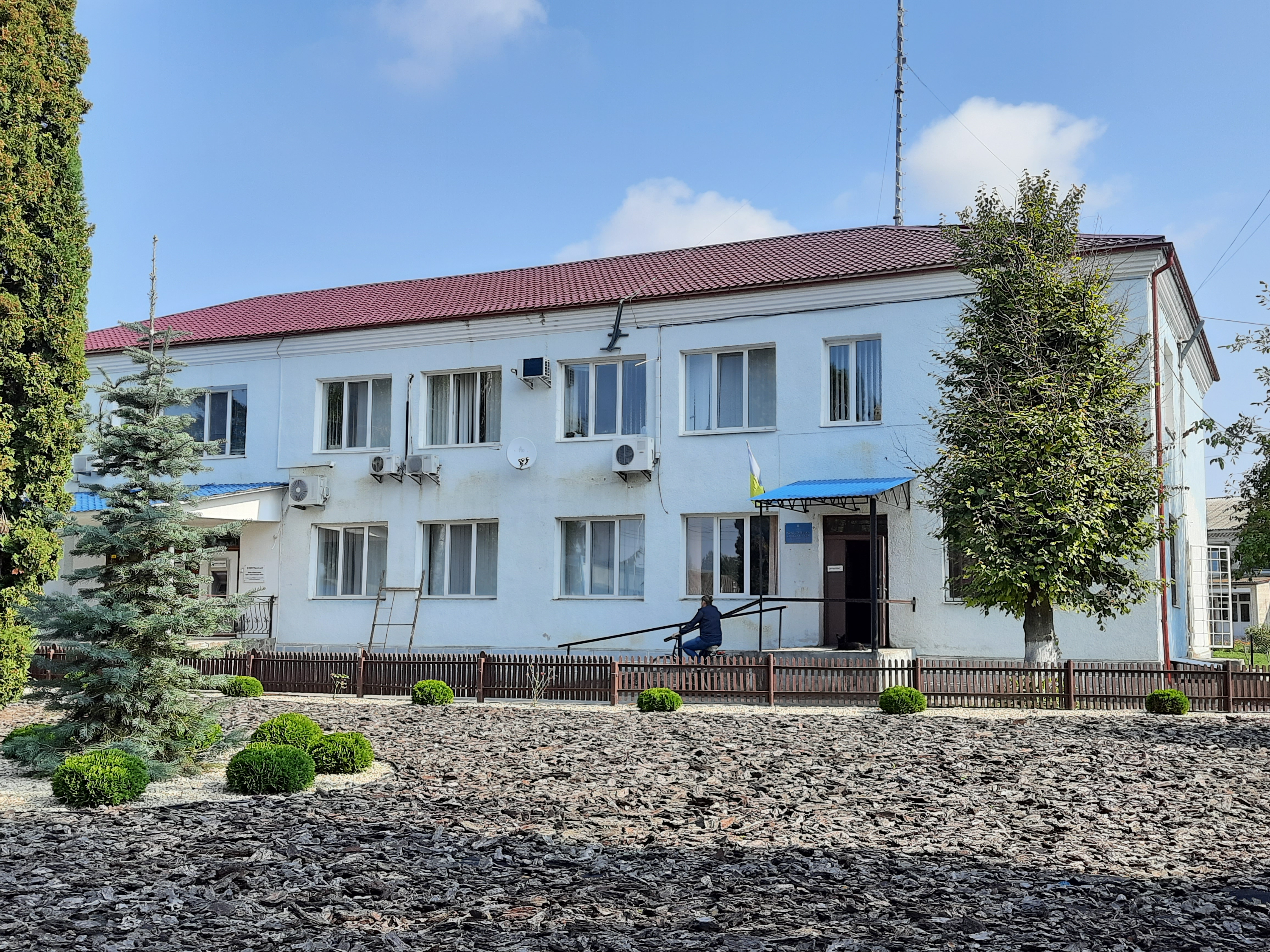
Старостат
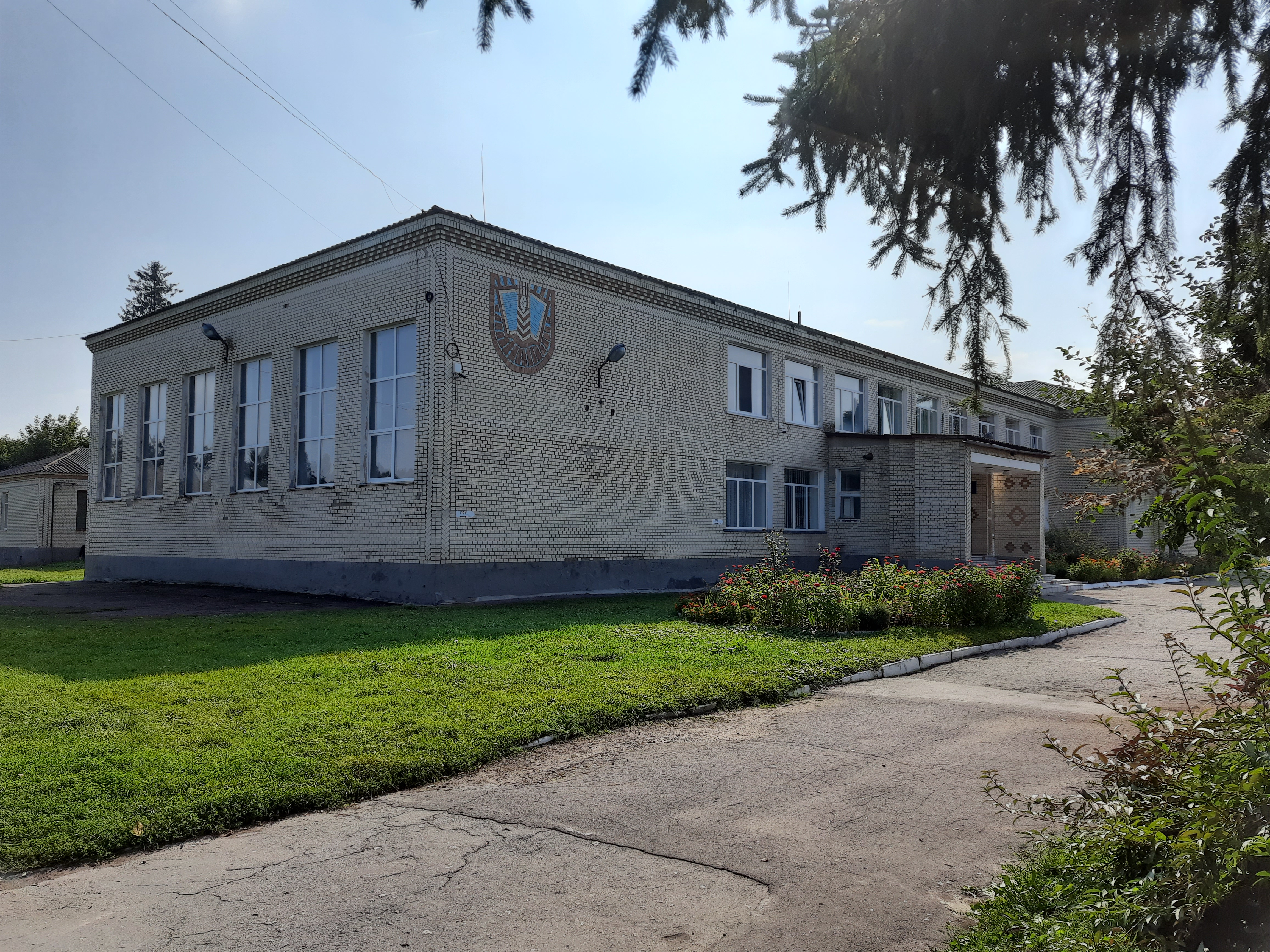
Школа
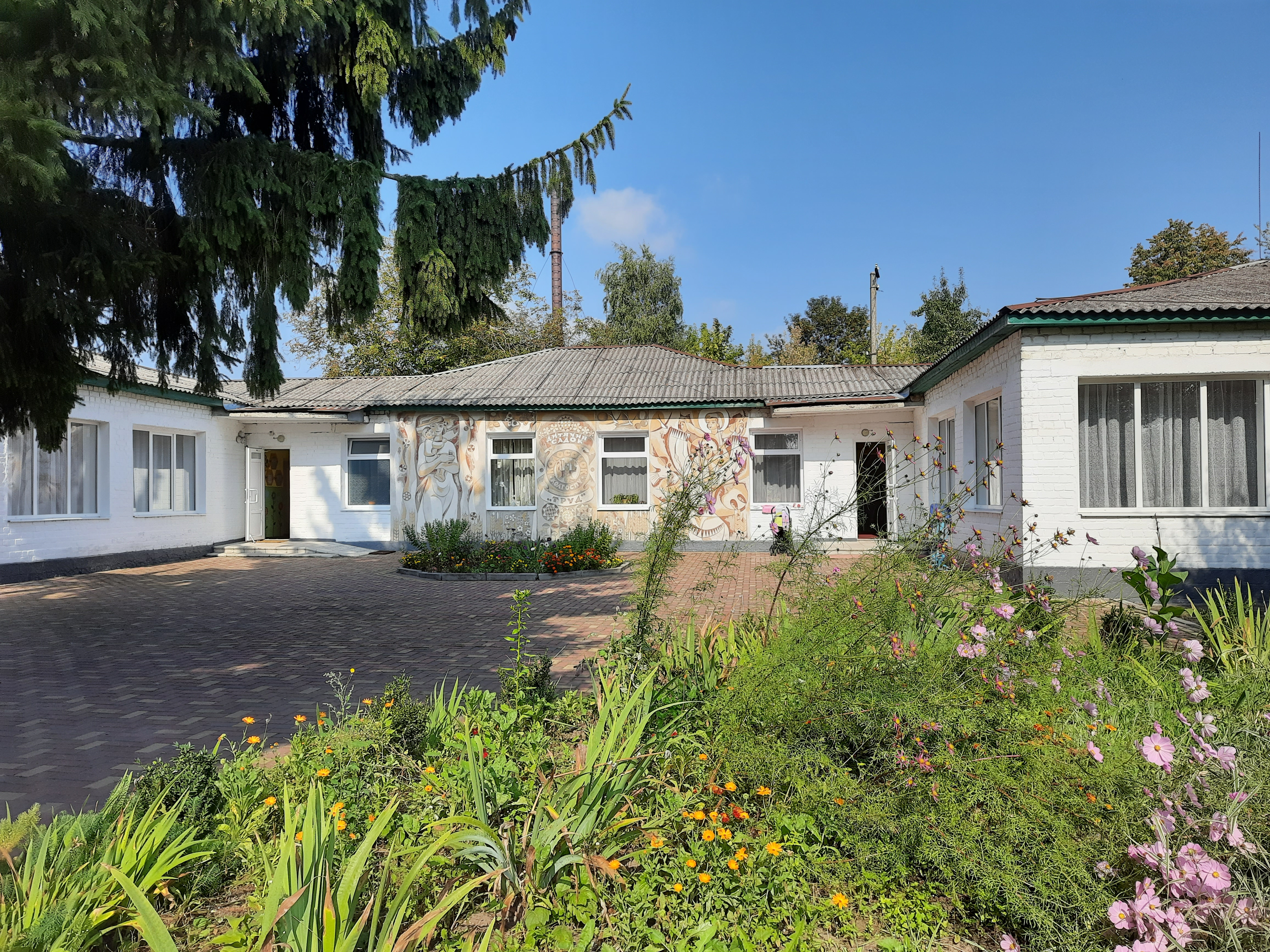
Дитячий садок
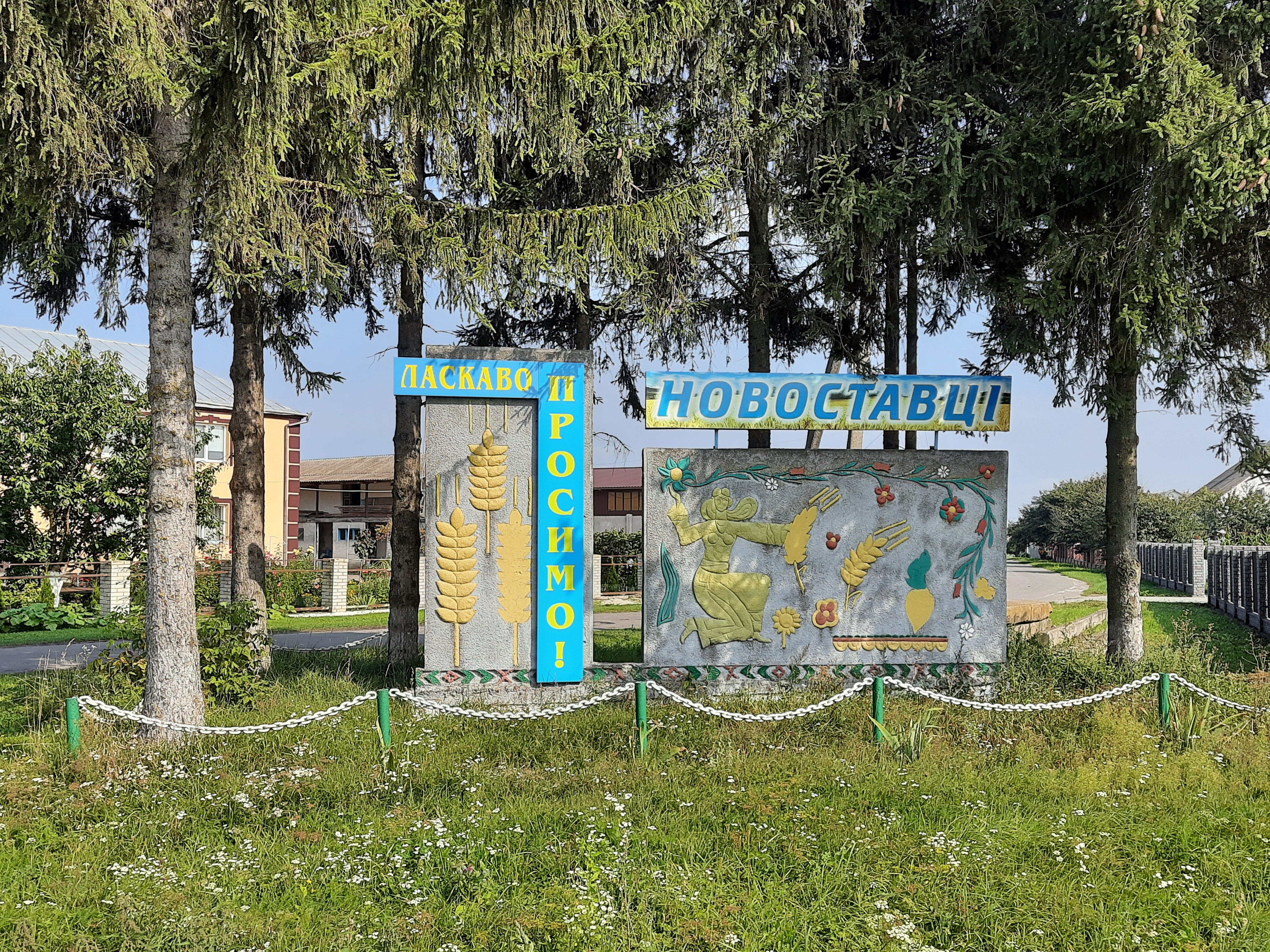
Стела в центрі села
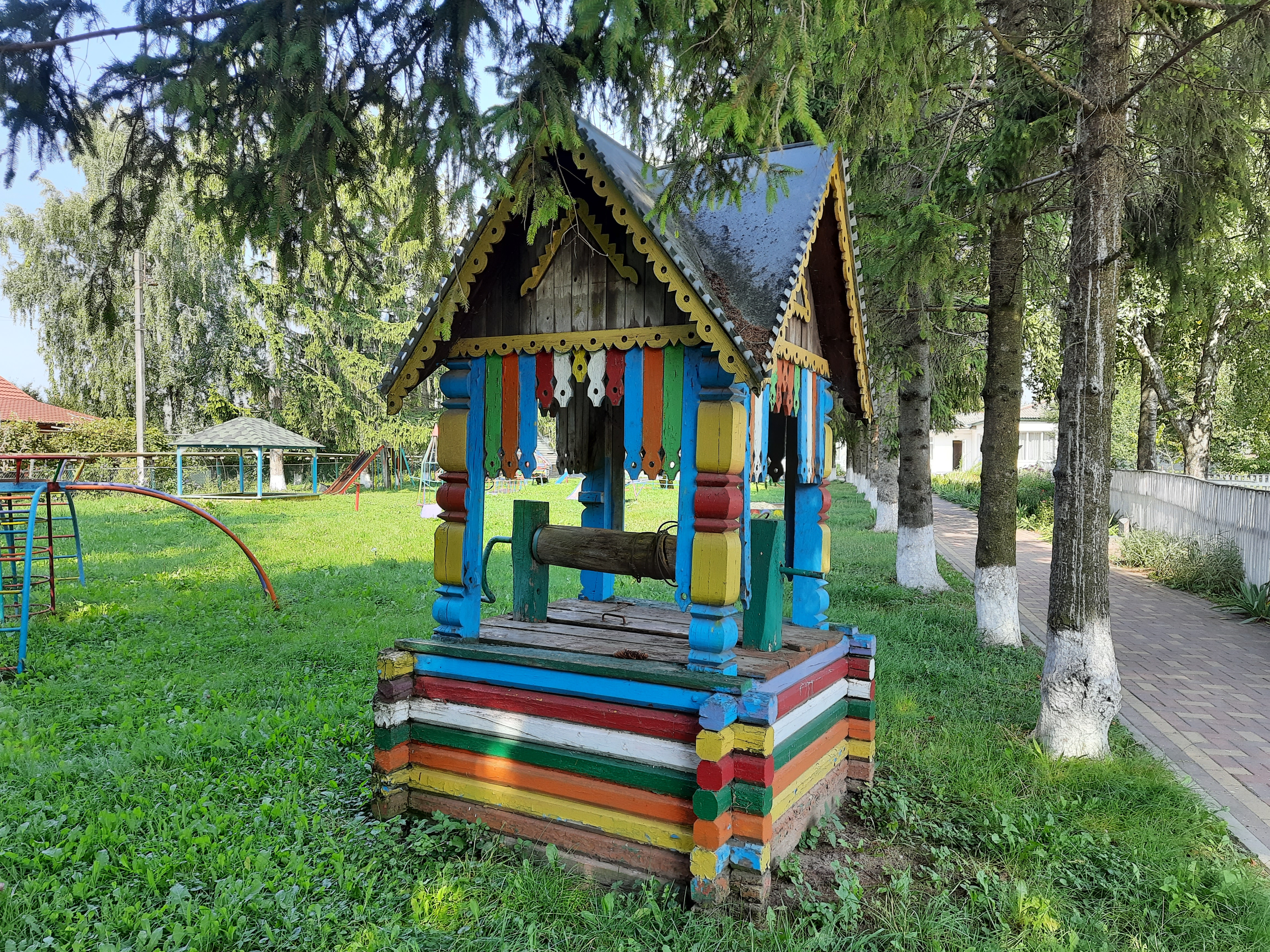
Сільська криниця
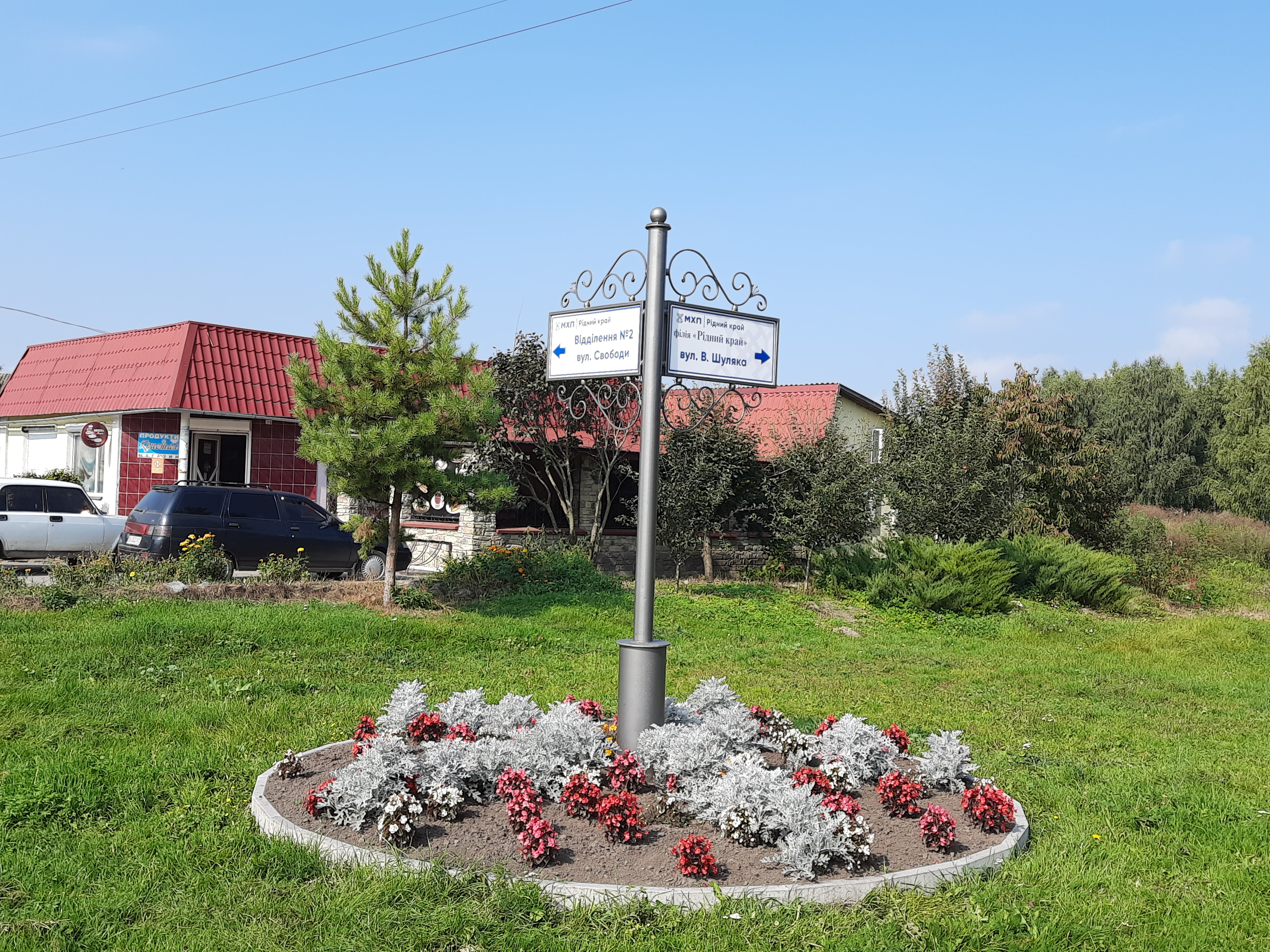
Вказівник